# Sønderborg Pipes and Drums
Sønderborg Pipes and Drums, forkortet SPAD, er et sækkepibeorkester bestående af sækkepiber, sidedrums (Skotsk marchtromme), tenortrommer og bastrommer. 
Orkestret blev grundlagt i år 2003 af en lille gruppe mennesker hvoraf Henrik Hjortshøj, John M. Campbell Kemp (Campbell) og Solvej Kemp var med. Campbell er skotte og har tilbragt 18 år i forsvaret, hvor han var  kampvognsfører og sækkepibespiller i Royal Tank Regiment. Han har gennem sin karriere optrådt talrige steder i verden og har gentagne gange spillet ved Edinburgh Tattoo.
Campbell har i de første år SPAD har eksisteret, fungeret som pipemajor og er dermed den musikalsk ansvarlige for såvel optræden og undervisning af sækkepibespillere.
Orkestret er i dag et veletableret band med ca. 30 medlemmer.